# Martín Boulocq
Martín Boulocq (Cochabamba, Bolivia, 1980) es un director de cine boliviano. Abandonó sus estudios de filosofía y comunicación social en la Universidad Católica Boliviana para escribir y dirigir su primer largometraje a los 25 años, Lo más Bonito y Mis Mejores Años (2005), premiado en los festivales de Guadalajara, La Habana y Valdivia. El año 2018 recibió el premio a Mejor Guion en el Festival de Cine de Guadalajara, por su película "Eugenia" (2017).
Fundó la compañía CQ Films, con la que produjo su segunda película, "Rojo, amarillo y verde" (2009) con la codirección de Sergio Bastiani y Rodrigo Bellot. Su filme "Los viejos" (2011) fue premiado en el festival de Antofagasta. 
La ópera prima de Boulocq, “Lo más Bonito y Mis Mejores Años” fue proyectada en diferentes festivales entre ellos San Sebastián y Locarno recibiendo premios y aclamada por la crítica boliviana entre las 12 películas fundamentales de la historia de Bolivia. 
“Los viejos” fue estrenada en Busan y ganó mejor película en el Festival de Cine de Antofagasta. 
Boulocq fue productor de diferentes filmes bolivianos como ser “San Antonio”, “Rojo, Amarillo y Verde” y “El olor de tu ausencia”. 
"Eugenia" (2017) es un trabajo procesual que culmina con su estreno en la 41ava. edición de la Muestra Internacional de Cine de São Paulo en Brasil. Esta película le valió el premio a Mejor Guion en la sección largometraje iberoamericano de ficción de la 33ava. edición del Festival de Cine de Guadalajara Archivado el 20 de febrero de 2017 en Wayback Machine. el año 2018.
Entre "Los Viejos" y "Eugenia", Boulocq realizó el cortometraje Los Girasoles (2014).
En abril de 2018, "Eugenia" se estrenó en diferentes salas de cine en Bolivia.
En junio de 2022, estrena "El Visitante" en el Festival de Cine de Tribeca.

## Trabajos
- Lo más bonito y mis mejores años (2005)
- Rojo, amarillo y verde (2009)
- Los viejos (2011)
- Los Girasoles (2014), cortometraje
- Eugenia (2018)
- El Visitante (2022)